# Scoparia dryphactis
Scoparia dryphactis là một loài bướm đêm trong họ Crambidae.